# 7927 Jamiegilmour
7927 Jamiegilmour è un asteroide della fascia principale. Scoperto nel 1986, presenta un'orbita caratterizzata da un semiasse maggiore pari a 3,1339945 au e da un'eccentricità di 0,1733408, inclinata di 1,67740° rispetto all'eclittica.